# Soleado (singolo)
Soleado è il primo singolo dal gruppo musicale italiano Daniel Sentacruz Ensemble, pubblicato nel 1974 come estratto dell'album Soleado.

## Descrizione
Autore del brano Soleado è Ciro Dammicco alias Zacar, membro del gruppo, che rielaborò, insieme a Dario Baldan Bembo, un pezzo da lui scritto nel 1972 ed intitolato Le rose blu.
La canzone fu lanciata dalla trasmissione Alto gradimento e partecipò anche al Festivalbar. Il disco, che per i Daniel Sentacruz Ensemble rappresentò il singolo di debutto, vendette cinque milioni di copie in tutto il mondo.
Il brano si caratterizza per l'assenza di un testo e per la presenza di un coro che intona il ritornello oh oh oh oh.
Del disco esistono numerose edizioni internazionali, alcune, come quella italiana, recano sul lato B il brano Per Elisa di Beethoven, altre, destinate prevalentemente al mercato britannico e brasiliano, il brano Autunno. Un 7" promo statunitense reca due versioni del medesimo brano Soleado, una in versione monoaurale, l'altra stereofonica. Nei paesi germanofoni il brano è stato rivisitato con il titolo Tränen lügen nicht (le lacrime non mentono) con vari cantanti tra cui: Michael Holm, Antonia aus Tirol, DJ Ötzi ecc.

## Tracce
7" internazionale
1. Soleado – 4:12
2. Per Elisa – 2:57

Durata totale: 7:09
7" UK, Brasile
1. Soleado
2. Autunno

7" promo USA
1. Soleado (mono) – 3:57
2. Autunno (stereo) – 3:57

Durata totale: 7:54

## Cover
Soleado è stata reinterpretata da numerosi cantanti e direttori d'orchestra , diventando in seguito anche uno standard natalizio.
- Dario Baldan Bembo
- Gigi D'Agostino & Molella (singolo remix del 2005)
- Roy Etzel
- Percy Faith
- James Last
- Mireille Mathieu
- Paul Mauriat
- Fausto Papetti
- Franck Pourcel
- Nini Rosso
- Pino Calvi
- Brook Benton
- Andrea Bocelli
- Sarah Brightman
- Ethna Campbell
- Il Divo
- Lutricia McNeal
- Liz Mitchell
- Kenny Rogers
- Elio e le Storie Tese
- Eric Tello
- Connie Talbot
- Zsuzsa Cserháti
- Tommy Moreno e Devil's Group, album Alunni del Sole - Concerto del 2010

La melodia di Soleado è stata adattata per un brano in tedesco scritto da Michael Holm e intitolato Tränen lügen nicht, brano che è stato utilizzato anche nell'episodio della terza stagione della serie televisiva L'ispettore Derrick intitolato "Il campione" (Pecko).
Soleado è stata interpretata anche dal cantante spagnolo Manolo Otero con il titolo Todo el tiempo del mundo.
Lo stesso Ciro Dammicco, ai tempi membro del gruppo, ne incise nel 1972 una versione intitolata "Le rose blu", con il testo scritto dallo stesso.
La melodia è stata inoltre usata da Fred Jay come base per When a Child Is Born, brano cantato da molti artisti tra i quali Johnny Mathis che nel 1976 ha raggiunto la 1ª posizione nella Official Singles Chart; i Boney M. lo hanno inserito nel loro Christmas Album del 1981.